# Еркинкуш
Еркинкуш (каз. Еркінкүш) — село в Алгинском районе Актюбинской области Казахстана. Входит в состав Тамдинского сельского округа. Код КАТО — 153249200.

## Население
В 1999 году население села составляло 231 человек (115 мужчин и 116 женщин). По данным переписи 2009 года, в селе проживало 213 человек (110 мужчин и 103 женщины).